# Hội nghị Liên Hợp Quốc về Biến đổi Khí hậu
Hội nghị Liên Hợp Quốc về Biến đổi Khí hậu là một hội nghị thường niên tổ chức trong khuôn khổ Công ước khung Liên Hợp Quốc về Biến đổi Khí hậu (UNFCCC). Các hội nghị này là nơi họp mặt chính thức của các Bên tham gia UNFCCC (Hội nghị các bên, COP) để đánh giá quá trình đương đầu với biến đổi khí hậu, và bắt đầu vào giữa thập niên 90, đàm phán Nghị định thư Kyōto để xây dựng những nghĩa vụ ràng buộc về pháp lý để các nước đã phát triển giảm lượng phát thải khí nhà kính của quốc gia mình. Kể từ năm 2005, Hội nghị cũng đồng thời là "Hội nghị các bên tham gia Nghị định thư Kyoto" (CMP); đồng thời thành viên của Công ước khung mà không phải thành viên của Nghị định thư cũng có thể tham gia vào các cuộc họp liên quan tới Nghị định thư trong vai trò là quan sát viên. Kể từ năm 2011, các cuộc họp đã được sử dụng để đàm phán Thỏa thuận chung Paris như là một phần của hoạt động Durban platform cho đến khi hoàn thành vào năm 2015, và sau đó một con đường chung hướng tới các hành động chống lại biến đổi khí hậu đã được tạo ra.
Hội nghị Liên Hợp Quốc về Biến đổi Khí hậu đầu tiên được tổ chức vào năm 1995 tại Berlin.

## 1995: COP 1, Đức
Hội nghị các bên UNFCCC đầu tiên diễn ra từ 28 tháng 3 đến 7 tháng 4 năm 1995 tại Berlin, Đức. Hội nghị thảo luận về những mối lo ngại về sự tương xứng trong khả năng đạt được các cam kết dưới Body for Scientific and Technological Advice (SBSTA) và Subsidiary Body for Implementation (SBI) của các quốc gia. COP 1 đồng thuận về "Các hành động Được thực thi Cùng nhau" (Activities Implemented Jointly), những biện pháp chung tay đầu tiên trong hành động chống lại biến đổi khí hậu quốc tế.

## 1996: COP 2, Geneva, Thụy Sĩ
COP 2 diễn ra vào tháng 7 năm 1996 tại Geneva, Thụy Sĩ. Bản tuyên ngôn bộ trưởng của nó được ghi lại (nhưng không được thông qua) vào 18 tháng 7 năm 1996, và phản ánh lời tuyên bố của Mỹ được đưa ra bởi Timothy Wirth, cựu thứ trưởng Bộ Ngoại giao Hoa Kỳ tại hội nghị, có nội dung là:
1. Chấp nhận những phát hiện về mặt khoa học về biến đổi khí hậu được đưa ra bởi Ủy ban Liên chính phủ về Biến đổi Khí hậu (IPCC) trong bản đánh giá thứ hai của tổ chức này (1995);
2. Rejected uniform "harmonized policies" in favor of flexibility;
3. Kêu gọi "các mục tiêu trung hạn ràng buộc về mặt pháp lý".

## 1997: COP 3, Nghị định thư Kyoto về Biến đổi Khí hậu
COP 3 diễn ra tháng 12 năm 1997 tại Kyoto, Nhật Bản. Sau các cuộc thương thảo quyết liệt, nó đã thông qua Nghị định thư Kyoto, thứ vạch ra các nghĩa vụ giảm phát thải khí nhà kính cho các quốc gia Phụ lục I, cùng với thứ được gọi là các cơ chế Kyoto như mua bán phát thải, cơ chế phát triển sạch và việc thực thi cùng nhau. Các quốc gia công nghiệp hóa nhất và một số nền kinh tế trung Âu đang trong thời kì quá độ (tất cả được liệt kê là các quốc gia Phụ lục B) chấp thuận việc giảm ràng buộc về mặt pháp lý lượng phát thải khí nhà kính với mức giảm trung bình 6 tới 8% dưới mức năm 1990 từ trong khoảng thời gian 2008–2012, được gọi là giai đoạn ngân sách phát thải đầu tiên. Mỹ được yêu cầu giảm lượng phát thải trung bình 7% thấp hơn mức năm 1990; tuy nhiên Quốc hội không phê chuẩn hiệp ước này sau khi Clinton ký nó. Chính phủ Bush chính thức không chấp thuận nghị định thư vào năm 2001.

## 1998: COP 4, Buenos Aires, Argentina
COP 4 diễn ra vào tháng 11 năm 1998 tại Buenos Aires. Những vẫn đề còn tồn động chưa giải quyết được trong Nghị định thư được kì vọng sẽ được hoàn tất tại cuộc họp này. Tuy nhiên, sự phức tạp và khó khăn của việc đạt được thỏa thuận về những vấn đề này đã cho thấy không thể thực hiện được, và thay vào đó các bên thông qua một "Kế hoạch Hành động" kéo dài 2 năm nhằm gia tăng các nỗ lực và vạch ra các cơ chế để thi hành Nghị định thư Kyoto, sẽ được hoàn thiện vào năm 2000. Trong suốt COP4, Argentina và Kazakhstan bày tỏ sự cam kết của mình trong việc thực hiện nghĩa vụ giảm phát thải khí nhà kính, là hai quốc gia không thuộc Phụ lục đầu tiên làm việc đó.

## 1999: COP 5, Bonn, Đức
COP 5 diễn ra từ 25 tháng 10 đến 5 tháng 11 năm 1999, tại Bonn, Đức. Nó chủ yếu là một cuộc họp thông thường, và không đạt được một thỏa thuận nào quan trọng.

## 2000: COP 6, The Hague, Hà Lan
COP 6 diễn ra từ 13–25 tháng 11 năm 2000, tại The Hague, Hà Lan. Các cuộc thảo luận tiến triển nhanh chóng thành một cuộc đàm phán cấp độ cao về những vấn đề chính trị quan trọng, bao gồm cuộc tranh cãi quan trọng về lời đề nghị của Mỹ cho phép credit for carbon "sinks" in forests and agricultural lands that would satisfy a major proportion of the U.S. emissions reductions in this way; disagreements over consequences for non-compliance by countries that did not meet their emission reduction targets; và những khó khăn trong việc giải quyết việc bằng cách nào các nước đang phát triển có thể đạt được sự trợ giúp về tài chính để giải quyết các hậu quả bất lợi của biến đổi khí hậu và thực hiện được các nghĩa vụ để lên kế hoạch cho các phương pháp và có thể là giảm được lượng phát thải khí nhà kính. Trong những giờ cuối cùng của COP 6, bất chấp một số sự thỏa hiệp được đồng ý giữa Mỹ và một số nước EU, nhất là Anh, các quốc gia EU xét về tổng thể, dẫn đầu bởi Đan Mạch và Đức, đã phủ nhận vị thế thỏa hiệm, và các buổi đối thoại tại The Hague sụp đổ. Jan Pronk, Chủ tịch của COP 6, tạm đình chỉ COP-6 mà không có sự thỏa thuận nào, với hy vọng là các cuộc đàm phán sau đó sẽ được phục hồi.< Iáu đó đã có thông báo là các cuộc họp COP 6 sẽ được tiếp tục tại Bonn, Đức, ở nửa cuối tháng 7. Cuộc họp được lên kế hoạch tiếp theo của các bên thuộc UNFCCC, COP 7, đã được định tại Marrakech, Morocco, vào tháng 10–11 năm 2001.

## 2002: COP 8, New Delhi, Ấn Độ
Diễn ra từ 23 tháng 10 tới 1 tháng 11 năm 2002, tại New Delhi COP 8 thông qua Tuyên bố Bộ trưởng Delhi thứ đã kêu gọi nỗ lực của các nước đã phát triển hãy chuyển giao công nghệ và giảm thiểu tác động của biến đổi khí hậu lên các nước đang phát triển. Nó cũng đồng thời chấp thuận chương trình làm việc New Delhi tại Điều 6 của Công ước khung. COP8 được đánh dấu bởi sự lưỡng lự của Nga, tuyên bố rằng quốc gia này cần thêm thời gian để suy nghĩ. Nghị định thư Kyoto có thể có hiệu lực ngay khi nó được thông qua bởi 55 quốc gia, bao gồm các quốc gia chịu trách nhiệm 55% lượng phát thải khí nhà kính năm 1990 của các nước đã phát triển. Với việc Mỹ (36.1% lượng cacbon dioxide của các nước đã phát triển) và Úc từ chối thông qua, sự chấp thuận của Nga (17% tổng phát thải toàn cầu năm 1990) là cần thiết để có thể đạt được tiêu chí thông qua và vì thế Nga có thể làm trì hoãn cả quá trình.

## 2003: COP 9, Milan,Ý
COP 9 diễn ra vào ngày 1–12 tháng 12 năm 2003 tại Milan. Các bên đồng ý sử dụng Quỹ Thích ứng được xây dựng tại COP7 vào năm 2001 chủ yếu trong việc hỗ trợ các quốc gia đang phát triển thích ứng tốt hơn với biến đổi khí hậu. Quỹ cũng được sử dụng cho việc xây dựng năng lực thông qua việc chuyển giao công nghệ. Tại COP9, các bên cũng đồng thời đồng ý xem xét bản báo cáo quốc gia đầu tiên được nộp lên bởi 110 quốc gia không nằm trong Phụ lục I.

## 2004: COP 10, Buenos Aires, Argentina
COP 10 diễn ra từ ngày 6 tới ngày 17 tháng 12 năm 2004.
COP10 thảo luận về tiến trình đã diễn ra kể từ Hội nghị đầu tiên của Các bên 10 năm trước và các thách thức trong tương lai, đặc biệt nhấn mạnh tới việc làm giảm nhẹ và thích nghi với biến đổi khí hậu. Để vận động các quốc gia đang phát triển thích ứng tốt hơn với biến đổi khí hậu, Kế hoạch Hành động Buenos Aires được thông qua. Các bên cũng đồng thời bắt đầu bàn luận về cơ chế hậu-Kyoto, về việc làm cách nào để phân chia nghĩa vụ giảm phát thải sau năm 2012, khi mà giai đoạn cam kết đầu tiên kết thúc.

## 2005: COP 11/CMP 1, Montreal, Canada
COP 11 (hay COP 11/CMP 1) diễn ra từ 28 tháng 11 tới 9 tháng 12 năm 2005, tại Montréal, Québec, Canada. Nó là cuộc Họp các Bên (CMP 1) đầu tiên đối với Nghị định thư Kyoto kể từ cuộc gặp ban đầu tại Kyoto năm 1997. Nó là một trong những hội nghị liên chính phủ lớn nhất về biến đổi khí hậu từng diễn ra. Sự kiện này đánh dấu việc Nghị định thư Kyoto bắt đầu có hiệu lực. Đăng cai với hơn 10.000 đại biểu, nó là một trong những sự kiện quốc tế lớn nhất của Canada và là sự kiện lớn nhất quy tụ tại Montreal kể từ Expo 67. Kế hoạch Hành động Montreal là một thỏa thuận trong việc "gia hạn hiệu lực của Nghị định thư Kyoto qua năm 2012 (năm Nghị định thư hết hiệu lưc) và đàm phán về những cắt giảm sâu hơn trong việc phát thải khí nhà kính". Bộ trưởng Bộ môi trường Canada thời điểm đó là Stéphane Dion đã nói rằng thỏa thuận này đã đem đến "một tấm bản đồ cho tương lai".

## 2006: COP 12/CMP 2, Nairobi, Kenya
COP 12/CMP 2 diễn ra từ 6–17 tháng 11 năm 2006 tại Nairobi, Kenya. Tại cuộc họp, phóng viên BBC Richard Black đã đặt ra cụm từ "du khách khí hậu" (climate tourists) để miêu tả những đại biểu tham dự "để nhìn thấy châu Phi, chụp ảnh thiên nhiên hoang dã, người nghèo, trẻ em và phụ nữ châu Phi đang chết dần". Black cũng ghi nhận rằng vì một số đại biểu lo ngại về chi phí kinh tế và những mất mát tiềm tàng của sự cạnh tranh, chủ yếu các cuộc thảo luận đều tránh nhắc tới việc giảm phát thải. Black kết luận rằng đó là một sự mất kết nối giữa tiến trình chính trị và tính cấp thiết khoa học. Bất chấp những chỉ trích như thế, đã có những bước tiến nhất định tại COP12, bao gồm lĩnh vực hỗ trợ các quốc gia đang phát triển và cơ chế phát triển sạch. Các bên đã thông qua một kế hoạch 5 năm để hỗ trợ việc thích ứng biến đổi khí hậu bởi các quốc gia đang phát triển, và đồng ý về trình tự và phương thức của Quỹ Thích ứng. Các bên cũng đồng thời đồng ý cải thiện dự án cho cơ chế phát triển sạch.

## 2007: COP 13/CMP 3, Bali, Indonesia
COP 13/CMP 3 diễn ra từ 3–17 tháng 12 năm 2007,tại Nusa Dua, Bali, Indonesia. Thỏa thuận về một khung thời gian và sự đàm phán có cấu trúc về khung hậu 2012 (khi kết thúc giai đoạn cam kết đầu tiên của Nghị định thư Kyoto) đã đạt được với sự thông qua của Kế hoạch Hành động Bali (Quyết định 1/CP.13). Ad Hoc Working Group on Long-term Cooperative Action under the Convention (AWG-LCA) được xây dựng như là một cơ quan phụ trợ mới để thực hiện các đàm phán hướng tới việc tăng cường khẩn cấp việc thực thi Công ước khung tới và sau năm 2012. Quyết định 9/CP.13 là bản sửa đổi bổ sung của chương trình làm việc New Delhi. Những đàm phán này diễn ra trong năm 2008 (dẫn tới COP 14/CMP 4 tại Poznan, Ba Lan) và năm 2009 (dẫn tới COP 15/CMP 5 tại Copenhagen).

## 2008: COP 14/CMP 4, Poznań, Ba Lan
COP 14/CMP 4 diễn ra từ 1–12 tháng 12 năm 2008 tại Poznań, Ba Lan. Các đại biểu đồng ý về các nguyên tắc trong việc cấp vốn cho một quỹ để giúp các quốc gia nghèo nhất đương đầu với hậu quả của biến đổi khí hậu và họ đồng ý về một cơ chế để hợp nhất việc bảo vệ rừng thành những nỗ lực của cộng đồng quốc tế để chống lại biến đổi khí hậu.
Những đám phán về một kế thừa của Nghị định thư Kyoto là tiêu điểm chính của hội nghị.

## 2009: COP 15/CMP 5, Copenhagen, Đan Mạch
COP 15 diễn ra tại Copenhagen, Đan Mạch từ ngày 7–18 tháng 12 năm 2009.
Mục tiêu chung của Hội nghị Liên Hợp Quốc về Biến đổi Khí hậu COP 15/CMP 5 tại Đan Mạch là xây dựng một hiệp định khí hậu toàn cầu đầy tham vọng cho giai đoạn sau năm 2012 khi mà giai đoạn cam kết đầu tiên chấm dứt vào lúc Nghị định thư Kyoto hết hiệu lực. Tuy nhiên, vào ngày 14 tháng 11 năm 2009, tờ New York Times thông báo rằng "Tổng thống Obama và các nhà lãnh đạo thế giới khác đã quyết định hoãn lại nhiệm vụ đạt được một hiệp định biến đổi khí hậu đầy khó khăn ấy... thay vào đó đồng ý biến nó thành nhiệm vụ của Hội nghị Copenhagen để đạt được một hiệp định "ràng buộc về chính trị" ít cụ thể hơn, thứ sẽ đẩy vấn đề khó khăn nhất vào tương lai". Các bộ trưởng và quan chức từ 192 quốc gia tham gia vào cuộc họp tại Copenhagen và thêm vào đó có cả những người tham dự từ một số lượng lớn các tổ chức xã hội. Vì nhiều quốc gia công nghiệp hóa Phụ lục 1 giờ trở nên miễn cưỡng khi thực hiện các cam kết theo Nghị định thư Kyoto, một phần lớn công việc ngoại giao mà là nền tảng của một hiệp định hậu Kyoto đã được thực hiện cho tới COP15.
Hội nghị không đạt được một thỏa thuận ràng buộc cho hành động lâu dài nào. Một 'hiệp định chính trị' dài 13-đoạn đã được đàm phán bởi xấp xỉ 25 bên bao gồm Mỹ và Trung Quốc, nhưng nó chỉ được 'ghi lại' bởi COP bởi vì nó bị coi là một tài liệu ở ngoài chứ không phải là được đàm phán bên trong quy trình của UNFCCC. Hiệp định này đáng chú ý vì nó nhắc tới một cam kết tập thể bởi các nước đã phát triển cho các nguồn tài nguyên thêm và mới, bao gồm rừng và các nguồn đầu tư qua các cơ quan quốc tế, thứ sẽ đạt tới 30 tỷ USD trong giai đoạn 2010–2012. Các lựa chọn lâu dài hơn về tài chính khí hậu được nhắc đến trong hiệp định đang được thảo luận trong High Level Advisory Group on Climate Financing của Tổng thư ký Liên Hợp Quốc, hạn chót báo cáo là tháng 11 năm 2010. Các cuộc đàm phán về việc gia hạn Nghị định thư Kyoto vẫn chưa giải quyết được vấn đề, cũng giống như các cuộc đàm phán về khung cho hành động hợp tác lâu dài. Nhóm làm việc về những cuộc đàm phán này hạn chót phải báo cáo lên COP 16 và CMP 6 tại Mexico.

## 2011: COP 17/CMP 7, Durban, Nam Phi
COP 17 năm 2011 được tổ chức tại Durban, Nam Phi, từ 28 tháng 11 tới 9 tháng 12 năm 2011.
Hội nghị đồng ý bắt đầu đàm phán về một thỏa thuận ràng buộc về pháp lý đối với tất cả các quốc gia, sẽ được thông qua vào năm 2015, quản lý giai đoạn sau 2020. Cũng có những tiến triển liên quan tới việc xây dựng nên một Quỹ Khí hậu Xanh (Green Climate Fund (GCF)) trong đó một khung quản lý được thông qua. Quỹ sẽ đóng góp 100 tỉ USD mỗi năm để giúp các quốc gia nghèo thích ứng với hậu quả của biến đổi khí hậu.
Trong khi chủ tịch của hội nghị, Maite Nkoana-Mashabane, tuyên bố hội nghị thành công, các nhà khoa học và các nhóm hoạt động vì môi trường cảnh báo rằng thỏa thuận này không đủ để tránh hiện tượng ấm lên toàn cầu vượt quá 2 °C vì những hành động cấp thiết hơn cần phải được thực hiện.

## 2013: COP 19/CMP 9, Warsaw, Ba Lan
COP 19 là hội nghị thường niên thứ 19 của Hội nghị Các bên (COP) thuộc Công ước khung Liên Hợp Quốc về Biến đổi Khí hậu (UNFCCC) năm 1992 và là cuộc Họp Các bên (CMP) lần thứ 9 thuộc Nghị định thư Kyoto năm 1997. Hội nghị được tổ chức ở Warsaw, Ba Lan từ ngày 11 tới ngày 23 tháng 11 năm 2013.

## 2014: COP 20/CMP 10, Lima, Peru
Vào 1–12 tháng 12 năm 2014, Lima, Peru đăng cai lần thứ 20 Hội nghị Các bên (COP) thuộc Công ước khung Liên Hợp Quốc về Biến đổi Khí hậu (UNFCCC) và lần thứ 10 Hội nghị các bên (CMP) thuộc Nghị định thư Kyoto. Hội nghị tiền-COP được tổ chức tại Venezuela.

## 2015: COP 21/CMP 11, Paris, Pháp
COP 21 được tổ chức tại Paris từ 30 tháng 11 tới 12 tháng 12 năm 2015. Các cuộc đàm phán đã đem lại kết quả là việc thông qua Thỏa thuận chung Paris vào ngày 12 tháng 12, quản lý các phương thức giảm biến đổi khí hẩu từ năm 2020. Việc thông qua thỏa thuận này đã kết thúc công việc của Durban platform, thứ được xây dựng tại COP17. Thỏa thuận sẽ có hiệu lực vào ngày 4 tháng 11 năm 2016. Vào ngày 4 tháng 10 năm 2016, đã đạt được ngưỡng thông qua với hơn 55 quốc gia đại diện cho ít nhất 55% lượng phát thải khí hậu kính của thế giới đã phê chuẩn Thỏa thuận này.

## 2016: COP 22/CMP 12/CMA 1, Marrakech, Morocco
COP 22 được tổ chức tại Marrakech, Morocco đất nước tại bắc Phi, vào ngày 7–18 tháng 11 năm 2016. Vấn đề trọng tâm của COP 22 là nạn thiếu nước, nước sạch, và bền vững liên quan tới nước, một vấn đề quan trọng của các nước đang phát triển, bao gồm nhiều nước châu Phi. Trước sự kiện này một khởi xướng đặc biệt về nước đã được chủ trì bởi Charafat Afailal, Bộ trưởng phụ trách Nước của Morocco và Aziz Mekouar, Đại sứ cho Đàm phán đa phương của COP 22. Một vấn đề trọng tâm khác là sự cần thiết giảm phát thải khí nhà kính và tận dùng các nguồn năng lượng ít cacbon. Ngài Peter Thompson, Chủ tịch Đại hội đồng Liên Hợp Quốc, đã kêu gọi tạo ra một sự biến đổi của nền kinh tế toàn cầu ở tất cả mọi lĩnh vực để đạt được một nền kinh tế phát thải thấp.

## 2017: COP 23/CMP 13/CMA 2, Bonn, Đức
COP 23 sẽ được tổ chức vào ngày 6 tới ngày 17 tháng 11 năm 2017. Vào ngày thứ 6, 18 tháng 11 năm 2016, ngày kết thúc COP 22, Chủ tịch COP 23 từ Fiji đã thông báo rằng nó sẽ được tổ chức tại Bonn, Đức. (COP 23/CMP 13).

## 2018: COP 24/CMP 14/CMA 3
COP 24 được diễn ra từ ngày 5 tới ngày 16 tháng 11 năm 2018. (COP 24/CMP 14).

## 2019: COP 25/CMP 15/CMA 4,Madrid, Tây Ban Nha
COP 25 được tổ chức vào năm 2019. (COP 25/CMP 15).

## 2021: COP 26/CMP 16/CMA 3, Glasgow, Vương quốc Anh
COP 26 ban đầu dự kiến diễn ra từ ngày 9 đến ngày 19 tháng 11 năm 2020 tại Glasgow, Scotland, nhưng đã bị hoãn đến ngày 31 tháng 10 đến ngày 12 tháng 11 năm 2021 do đại dịch COVID-19.

## 2022: COP 27, Sharm El Sheikh, Ai Cập
COP 27 ban đầu dự kiến diễn ra vào tháng 11 năm 2021, nhưng đã được dời sang năm 2022 do COP 26 được dời lại từ năm 2020 thành năm 2021.
COP 27 sẽ diễn ra tại thành phố Sharm El Sheikh của Ai Cập.

## 2023: COP 28, Các Tiểu Vương quốc Ả Rập Thống nhất
COP 28  diễn ra từ ngày 6 đến ngày 17 tháng 11 năm 2023. Địa điểm được công bố là Các Tiểu Vương quốc Ả Rập Thống nhất.

## Chỉ trích
Nhìn chung, các hội nghị về khí hậu của Liên hợp quốc đã bị chỉ trích vì thiếu các hành động chính trị quan trọng và các biện pháp nghiêm túc chống lại biến đổi khí hậu.
Trong một cuộc phỏng vấn ngay trước thềm hội nghị COP26 năm 2021, nhà hoạt động biến đổi khí hậu Greta Thunberg, khi được hỏi cô lạc quan như thế nào về việc hội nghị có thể đạt được bất cứ điều gì, cô đã trả lời "Không có gì thay đổi so với những năm trước. Các nhà lãnh đạo sẽ nói 'chúng tôi sẽ làm điều này và chúng tôi sẽ làm điều này và chúng tôi sẽ tập hợp lực lượng của chúng tôi để đạt được điều này', và sau đó họ sẽ không làm gì cả. Có thể một số thứ mang tính biểu tượng, tính sáng tạo và những thứ không thực sự có tác động lớn. Chúng ta có thể có nhiều COP như chúng ta muốn nhưng thực tế sẽ chẳng có gì khác hơn."